# 張九敍 (弘治進士)
張九敘（1470年—1529年），字禹功，号桐冈，山东商河县人。明朝政治人物。官至兵部左侍郎。

## 生平
弘治五年（1492年）山東鄉試第七名。弘治十八年（1505年）乙丑科第二甲第三十八名進士。選翰林院庶吉士。
正德二年（1507年）十月授户科给事中，四年五月升刑科右给事中，六年三月升户科左，丁忧归。九年正月復除户科左，十六年二月升吏科都给事中。
嘉靖元年（1522年）十二月升太仆寺少卿，三年五月改太常寺少卿提督四夷馆，升巡抚山东都察院右佥都御史，五年五月改南京都察院右佥都御史、提督操江，七年正月回籍。

## 家族
曾祖父張宗岩；祖父張紳，知州；父张咨，知府進階中憲大夫。母□；趙氏（封恭人）。